# 김경훈 (축구 선수)
김경훈(1990년 8월 11일~)은 조선민주주의인민공화국의 축구 선수이다. 포지션은 수비수이며 현재 경공업성체육단 소속이다.